# حمام بایی‌کلا (شهیدآباد)
حمام بایی کلا (شهید آباد) مربوط به دوره قاجار است و در شهرستان بابل، بخش بندپی غربی، روستای بایی کلا واقع شده و این اثر در تاریخ ۱۱ مرداد ۱۳۸۴ با شمارهٔ ثبت ۱۲۵۵۴ به‌عنوان یکی از آثار ملی ایران به ثبت رسیده است.